# Chrisye
 (décembre 2015).
Si vous disposez d'ouvrages ou d'articles de référence ou si vous connaissez des sites web de qualité traitant du thème abordé ici, merci de compléter l'article en donnant les références utiles à sa vérifiabilité et en les liant à la section « Notes et références ».
Chrismansyah Rahadi, né le 16 septembre 1949 à Batavia, et mort dans cette même ville devenue Jakarta le 30 mars 2007, de son vrai nom Christian Rahadi mais mieux connu sous le nom de scène Chrisye, est un chanteur et compositeur indonésien. Rolling Stones Indonesia le considère comme le troisième plus grand musicien indonésien de tous les temps.[réf. nécessaire]